# 布德 (利沃夫區)
布德（烏克蘭語：Буди）是烏克蘭西部的村莊，隸屬利維夫州的利維夫區。該村面積0.98平方公里，海拔高度359米，2001年人口287，人口密度每平方公里292.86人。